# Пітер Треверс
Пітер Треверс (Peter Travers) — один із найпопулярніших американських кінокритиків, з 1989 року працює в журналі Rolling Stone. До цього входив до числа працівників журналу People. Його рецензії відрізняються стислістю, але їх часто цитують на обкладинках дисків з фільмами. На сайті журналу доступні відеоролики з його рекомендаціями щодо нових фільмів. Він також бере інтерв'ю у знаменитостей для телеканалу «Ей-бі-сі». Найкращим фільмом 1980-х Треверс вважає «Синій оксамит». Підбиваючи підсумки 2000-х років, він назвав найкращими фільмами «Нафта», «Останній нащадок Землі», «Малголленд-Драйв» та «Виправдану жорстокість».

## ТОП 10 Треверса
- 1989: Роби, як треба!
- Найкращий фільм '80-х: Синій оксамит
- 1990: Славні хлопці
- 1991: Мовчання ягнят
- 1992: Гравець
- 1993: Короткі історії
- 1994: Кримінальне чтиво
- 1995: Дістати коротуна
- 1996: Народ проти Ларрі Флінта
- 1997: Титанік
- 1998: Шоу Трумана
- 1999: Краса по-американськи
- 2000: Тигр, що крадеться, дракон, що затаївся та Almost Famous
- 2001: Пам'ятай та Володар перснів: Братерство персня
- 2002: Банди Нью-Йорка
- 2003: Таємнича річка
- 2004: На узбіччі
- 2005: Виправдана жорстокість
- 2006: Відступники
- 2007: Старим тут не місце
- 2008: Мілк
- 2009: Скарб
- Найкращий фільм '2000-х: Нафта